# Sadroc
 Sadroc  (en occitano Sadran) es una comuna y población de Francia, en la región de Lemosín, departamento de Corrèze, en el distrito de Brive-la-Gaillarde y cantón de Donzenac.
Su población en el censo de 2008 era de 771 habitantes.
Está integrada en la Communauté de communes des trois A: A20, A89 et Avenir.

## Demografía
| 610 | 647 | 586 | 594 | 634 | 636 | 771 |
| Para los censos de 1962 a 1999 la población legal corresponde a la población sin duplicidades (Fuente: INSEE [Consultar]) |     |     |     |     |     |     |